# Lost Creek (Virginie-Occidentale)
Pour les articles homonymes, voir Lost Creek.
Lost Creek est une municipalité américaine située dans le comté de Harrison en Virginie-Occidentale.

## Géographie
Lost Creek se trouve dans le nord de la Virginie-Occidentale, à quelques kilomètres au sud de la ville de Clarksburg.
La municipalité s'étend sur 0,97 milles carrés (2,51 km2).

## Histoire et patrimoine

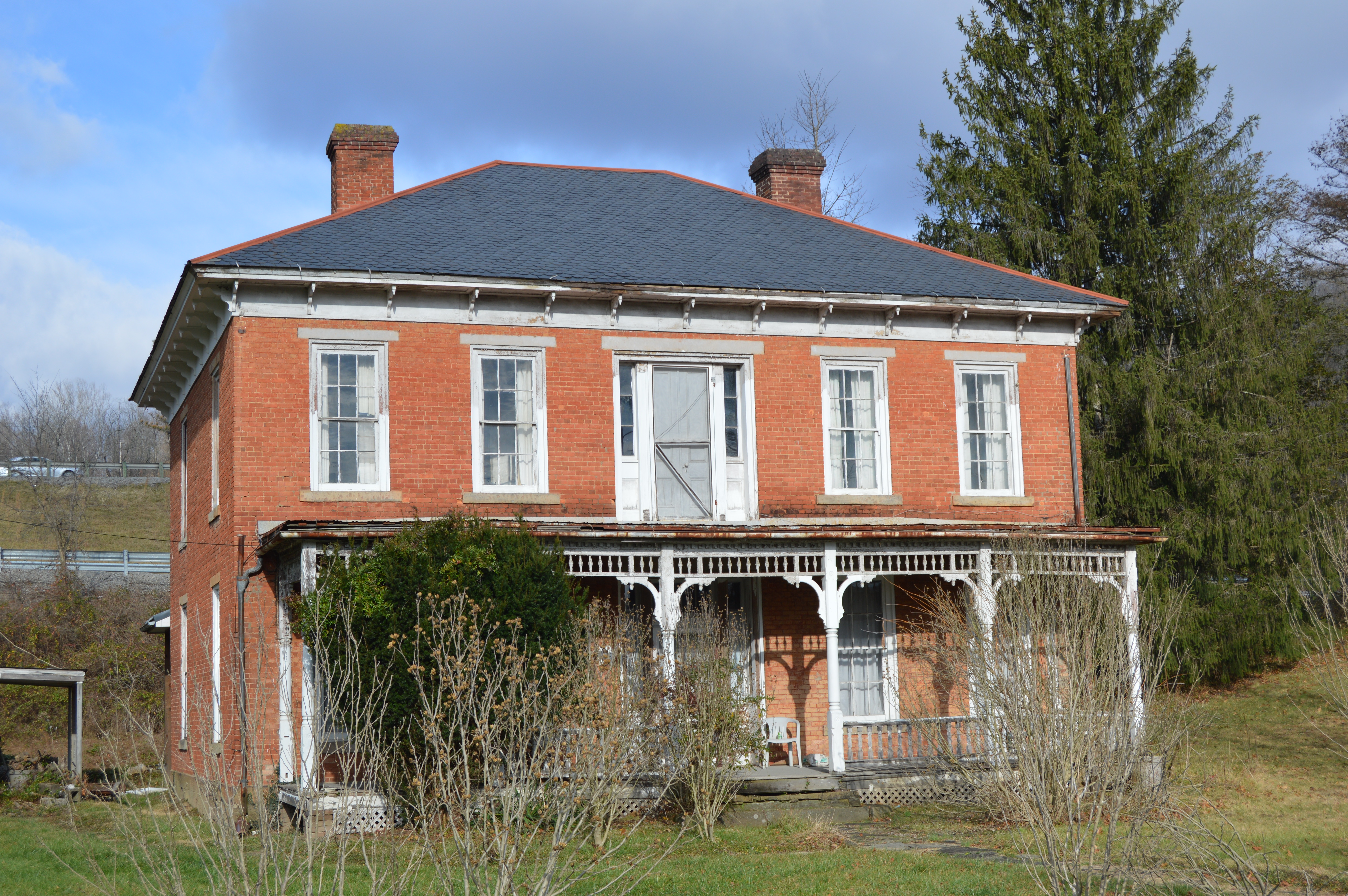
La maison Bassel à Lost Creek.

La ville doit son nom au ruisseau Lost Creek, qui la traverse. Selon la légende, le ruisseau (creek en anglais) est ainsi appelé en raison d'inscriptions sur les arbres découvertes par les premiers explorateurs de la région, qui pensaient que ces marques avaient été laissées par une personne perdue (lost en anglais),.
En 1878, la ligne du Baltimore and Ohio Railroad  de Clarksburg à Flatwoods, passant par Lost Creek, est achevée. Le bourg devient l'un des principaux centres d'export de bétail à l'est du Mississippi dans les années 1910 et 1920. Lost Creek devient une municipalité le 6 mai 1946.
La ville compte deux monuments inscrits au Registre national des lieux historiques américain :
- la maison de Daniel Bassel, construite de 1860 à 1865 et classée pour ses éléments uniques dans la région (briques faites sur place, toit en croupe de plusieurs couleurs, etc.)[5] ;
- l'ancienne gare du Baltimore and Ohio Railroad, construite à partir de 1892[4].

## Démographie
Selon le recensement de 2010, Lost Creek compte 496 habitants.